# Port lotniczy Indigo Bay Lodge
Port lotniczy Indigo Bay Lodge (port. Aeroporto Indigo Bay, IATA: IBL) – port lotniczy zlokalizowany w Indigo Bay Lodge na wyspie Bazaruto, w Mozambiku.